# تازه كند طهماسب (بزكش)
تازه کند طهماسب (بالفارسية: تازه‌کند طهماسب) هي منطقة سكنية تقع في إيران في قسم بزكش الریفي. يقدر عدد سكانها بـ 206 نسمة .